# Onthophagus lugens
Onthophagus lugens là một loài bọ cánh cứng trong họ Bọ hung (Scarabaeidae).